# Gara Urziceni
Gara Urziceni este o gară care deservește orașul Urziceni, județul Ialomița, România.
Format:Lista stațiilor de pe Magistrala CFR 701